# Tachina dorycus
Tachina dorycus là một loài ruồi trong họ Tachinidae.